# Sphex latreillei
Sphex latreillei är en biart som beskrevs av Lepeletier de Saint Fargeau 1831. Sphex latreillei ingår i släktet Sphex och familjen grävsteklar. Inga underarter finns listade i Catalogue of Life.